# Gare de Thiel-sur-Acolin
La gare de Thiel-sur-Acolin est une ancienne gare ferroviaire française de la ligne de Moulins à Mâcon, située sur le territoire de la commune de Thiel-sur-Acolin, dans le département de l'Allier en région Auvergne-Rhône-Alpes.
Ancienne halte voyageurs de la SNCF, c'est un arrêt routier desservi par des cars TER.

## Situation ferroviaire
Établie à 239 mètres d'altitude, la gare de Thiel-sur-Acolin est située au point kilométrique (PK) 20,182 de la ligne de Moulins à Mâcon, entre les gares ouvertes de Moulins-sur-Allier et Dompierre-Sept-Fons.

## Histoire
Avant 2012, Thiel-sur-Acolin était devenue une halte SNCF, desservie par deux trains quotidiens. Le 10 décembre 2011, pour la mise en place du cadencement sur le réseau ferré français, la gare de Thiel-sur-Acolin n'est plus un arrêt de trains. Elle est fermée.

## Desserte routière de substitution
Elle est devenue un arrêt routier desservi par des autocars TER de la relation Moulins-sur-Allier – Paray-le-Monial.